# Chenāreh
Chenāreh (persiska: چِنارِه, چِنارَه, چناره) är en ort i Iran.   Den ligger i provinsen Kurdistan, i den nordvästra delen av landet, 500 km väster om huvudstaden Teheran. Chenāreh ligger 1 419 meter över havet och antalet invånare är 433.
Terrängen runt Chenāreh är huvudsakligen kuperad. Chenāreh ligger nere i en dal.Runt Chenāreh är det ganska tätbefolkat, med 60 invånare per kvadratkilometer. Närmaste större samhälle är Marivan, 16,6 km sydväst om Chenāreh. Trakten runt Chenāreh består i huvudsak av gräsmarker.